# Tar dels Nilgiri
El tar dels Nilgiri (Nilgiritragus hylocrius) és un ungulat endèmic de les muntanyes Nilgiri i la part meridional dels Ghats Occidentals, als estats de Tamil Nadu i Kerala, al sud de l'Índia. És l'animal estatat de Tamil Nadu.